# Carlo Baudi di Vesme
Carlo Baudi di Vesme (Cuneo, 21 luglio 1809 – Torino, 4 marzo 1877) è stato un giurista, letterato e politico italiano.

## Biografia
Eletto senatore nel 1850, è noto per aver pubblicato, nel 1854, il Cortigiano di Baldesar Castiglione.
Fu socio dell'Accademia delle Scienze di Torino dal 1837.
Fece parte della Regia Deputazione di Storia Patria dalla fondazione nel 1836 e negli Historiae Patriae Monumenta pubblicò gli Edicta regum Langobardorum (1855) e, postumo, il Codex diplomaticus ecclesiensis (1877). Gli fu figlio il conte Alessandro (1854-1923), storico dell'arte.

## Opere
- (LA) Edicta regum langobardorum, Torino, Stamperia reale, 1855.
- (LA) Codex diplomaticus ecclesiensis, Torino, fratelli Bocca, 1877.

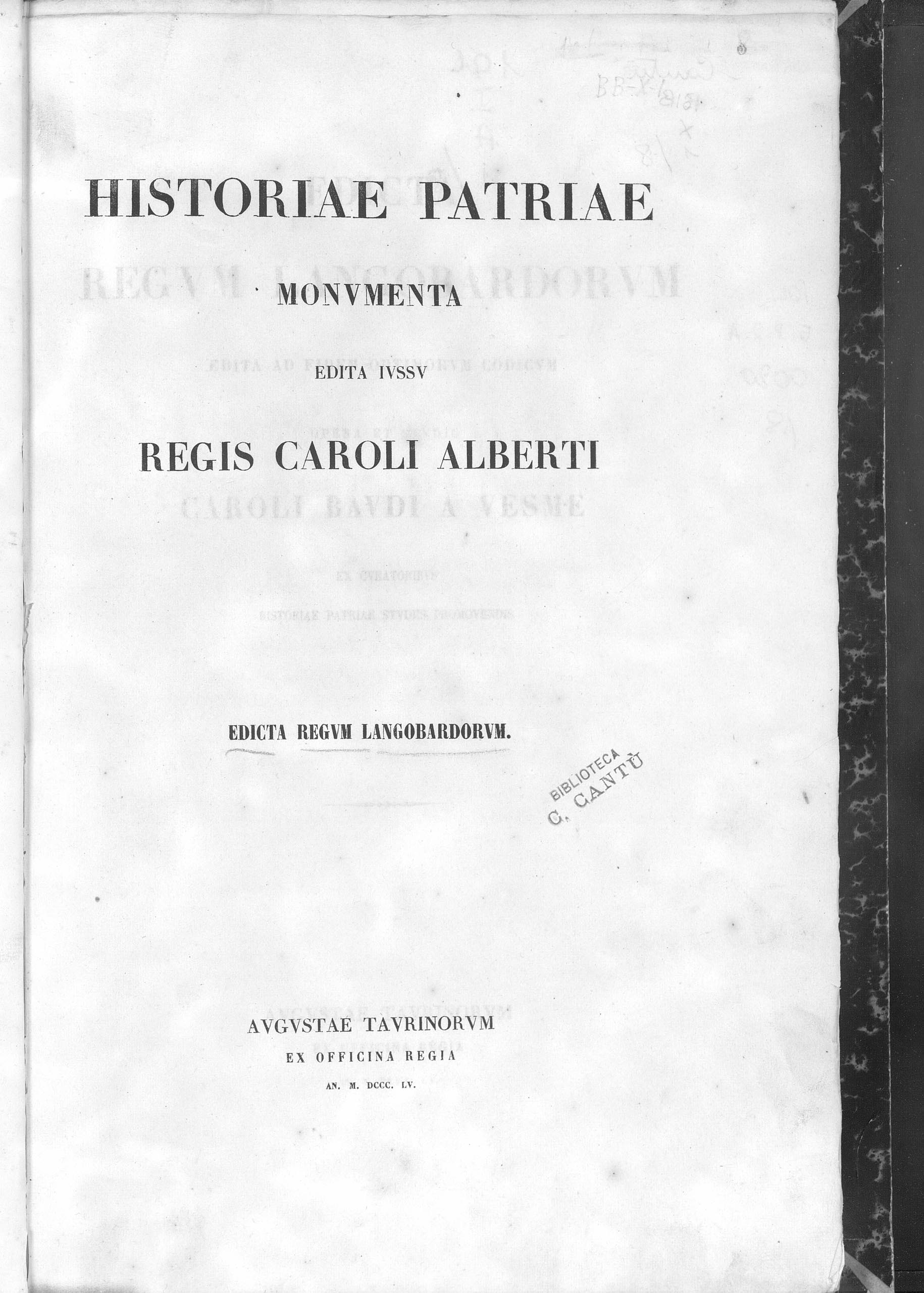
Edicta regum langobardorum, 1855
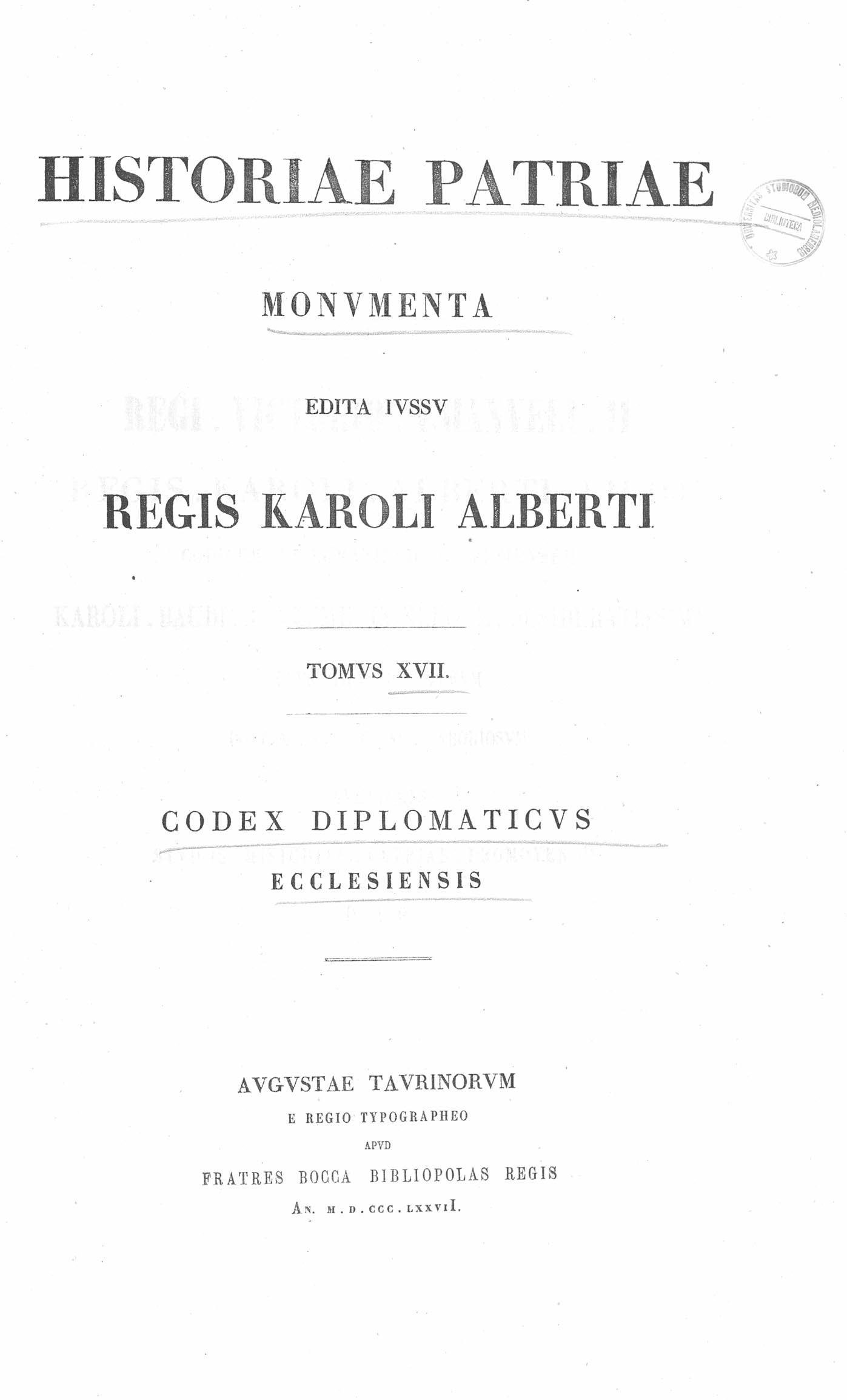
Codex diplomaticus ecclesiensis, 1877